# Xerochlora voluntaria
Xerochlora voluntaria là một loài bướm đêm trong họ Geometridae.